# Shigeru Umebayashi
Pour les articles homonymes, voir Shigeru.
Shigeru Umebayashi (梅林茂, Umebayashi Shigeru) est un compositeur japonais, né le 19 février 1951 à Kitakyūshū dans la région de Fukuoka, au Japon.

## Biographie
Il fut l'un des leaders du groupe de rock new wave japonais EX. Il commença à composer en 1985, quand le groupe se sépara.
Shigeru Umebayashi est le compositeur de bandes originales de plus de 40 films, japonais ou chinois, la plus connue étant celle de In the Mood for Love (2000) de Wong Kar-wai dont est extrait le célèbre Yumeji's Theme, lui-même tiré d'un film japonais de 1991 réalisé par Seijun Suzuki : Yumeji (en). Il a aussi composé la B.O. du film 2046 (2004) du même réalisateur.
En 2018, il travaille pour la première fois sur la musique d'un jeu vidéo en collaborant avec le studio américain Sucker Punch sur Ghost of Tsushima prévu pour sortir en juin 2020 sur Playstation 4.

## Compositions

### Filmographie
- 1985 : Sorekara (それから?) de Yoshimitsu Morita
- 1991 : Yumeji (en) de Seijun Suzuki
- 2000 : In the Mood for Love de Wong Kar-wai
- 2001 : The Yin-Yang Master (Onmyōji) de Yōjirō Takita
- 2004 : 2046 de Wong Kar-wai
- 2004 : Le Secret des poignards volants de Zhang Yimou
- 2006 : Perversion (Mare nero) de Roberta Torre
- 2006 : Le Maître d'armes de Ronny Yu
- 2007 : My Blueberry Nights de Wong Kar-wai
- 2007 : La Cité interdite de Zhang Yimou
- 2007 : Hannibal Lecter : Les Origines du mal de Peter Webber
- 2009 : Murderer de Roy Chow
- 2009 : A Single Man de Tom Ford
- 2010 : True Legend de Yuen Woo-ping
- 2011 : Trishna de Michael Winterbottom
- 2013 : The Grandmaster de Wong Kar-wai
- 2014 : Rise of the Legend de Roy Chow
- 2015 : La novia de Paula Ortiz
- 2016 : Tigre et Dragon 2 de Yuen Woo-ping

### Jeux vidéo
- 2020 : Ghost of Tsushima